# Kozlerjeva gošča
Kozlerjeva gošča ali Kozlerjev gozd ali Barski gozd je del Ljubljanskega Barja v občini Ig in je razglašen za naravni rezervat. Je največji (20 ha) velik gozdnati ostanek visokega barja.
Kraj je poznan po vojnih zločinih, ki so jih v bližini zagrešili pripadniki Črne roke. V njegovi bližini stoji spomenik 63 žrtvam NOB, ki pa so ga leta 2005 oskrunili. 
Gozd je bil del posesti plemiške družine Petra Kozlerja, ki je najbolj znana po nekdanji ljubljanski Kozlerjevi palači (na istem mestu zdaj stoji knjigarna Konzorcij v Ljubljani) in pivovarni Union.